# Museo del Automóvil Eduardo Iglesias
El Museo del Automóvil Eduardo Iglesias  es un museo de la ciudad de Montevideo dependiente el Automóvil Club del Uruguay, está  ubicado en la calle Colonia esquina Yi, dentro del edificio de la Estación Central de Servicios.

## Características

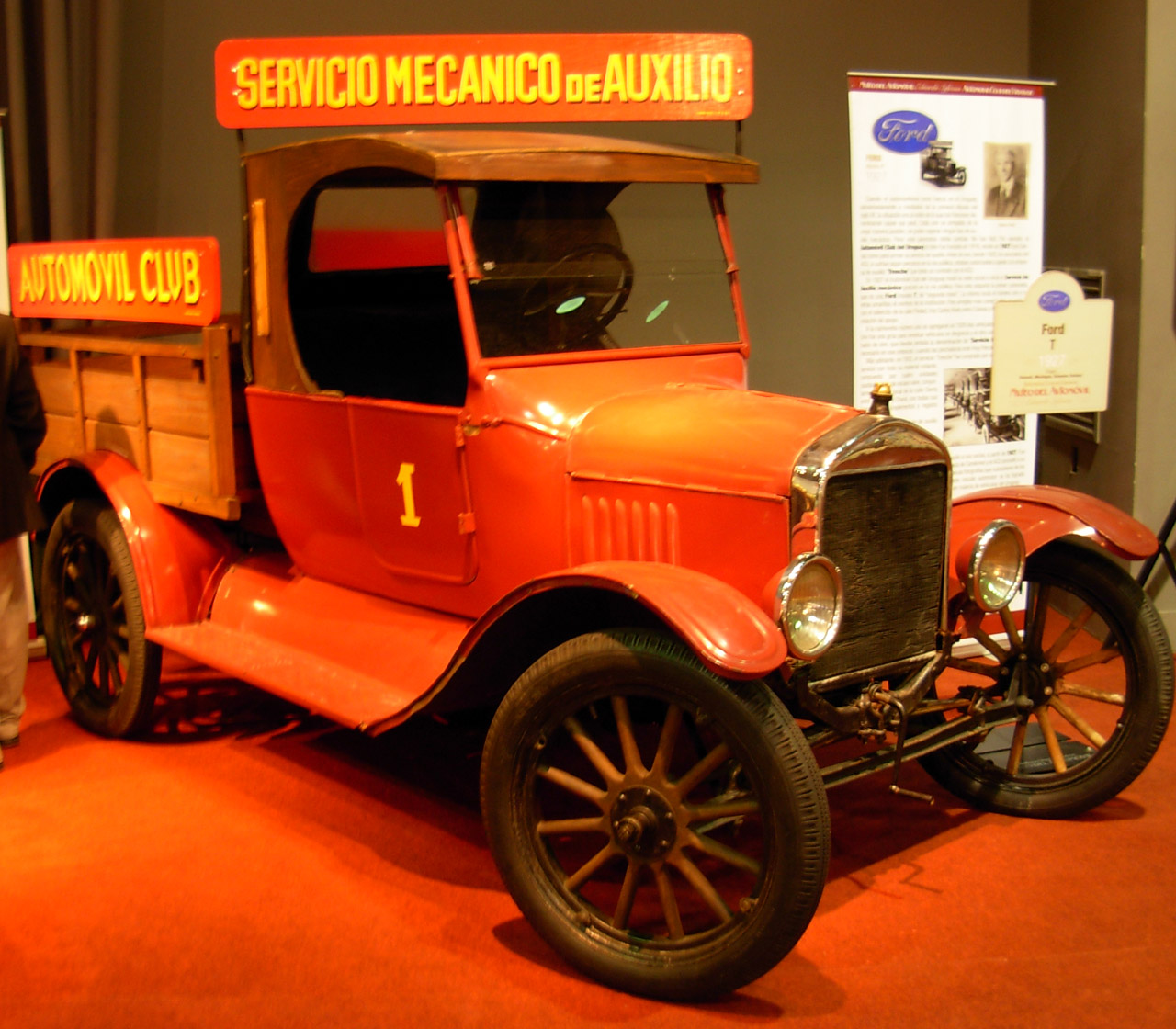
Modelo Ford T del Automóvil Club del Uruguay, conservado en el museo

Es el único museo de Automóviles  de Uruguay y permite al público visualizar las modas, costumbres y evolución de los vehículos. 
Fue inaugurado en 1983 y exhibe más de 40 vehículos que representan once décadas de medios de transporte en Uruguay. Su nombre homenajea a Eduardo Iglesias, uno de los precursores del automovilismo nacional del Uruguay e impulsor del Automóvil Club.
Es un museo privado de entrada libre, que permanece abierto de martes a domingos entre las 14:00 y las 19:00 horas.
En septiembre de 2013, en el marco de la celebración de los 30 años desde su creación, fue lanzado el libro “El siglo del automóvil- Uruguay motorizado 1900-2013”  escrito por el director del museo el Álvaro Casal Tatlock. ´
En diciembre de 2013, el museo realizó una muestra representativa de sus colecciones en la Rural del Prado en la denominada Semana del Automovilismo  y organizó una Super Prime de vehículos.

## Colecciones
El automóvil más antiguo que tiene en exhibición es un "Delin" belga del año 1899, destacando que de este modelo y marca solo quedan 3 en todo el mundo. También cuenta con 5 autos anteriores a 1910, y un "Rago", uno de los 12 producidos por los hermanos Rago en Montevideo, Uruguay en el año 1967.
En la muestra de automóviles se destacan:
- Delin, año 1899, Lovaina (Bélgica), motor Buchet de 1 cilindro. Fue traído a Uruguay por Alejo Rossell y Ríos.
- Clement-Bayard, año 1904, Francia, motor de 2 cilindros, 2 litros. Fue empadronado en 1905 en Montevideo con el número 16.
- Armstrong-Siddeley, año 1950, Inglaterra, motor 2,3 litros y 6 cilindros. Importado por "Máquinas y Materiales" a Uruguay, primer dueño: Eduardo Iglesias
- Panhard & Levassor, año 1910, Francia, motor 4 cilindros con transmisión a cadena y carrocería de la marca Labourdette con procedencia de París.
- Ford (Sunliner), año 1954, Estados Unidos, motor de 8 cilindros y transmisión automática

#### Curiosidades
En el museo se alberga también el modelo Ford V8, propiedad de Luis Alberto de Herrera, coche que fuera utilizado por el presidente Luis Lacalle Herrera en su asunción, y por su hijo, el también presidente Luis Lacalle Pou. En el museo se exhibe además el coche utilizado por el piloto Gonzalo Rodríguez. 